# Élisabeth Horem
Élisabeth Horem, Ehename Aeschbacher (* 10. Dezember 1955 in Bourges) ist eine schweizerisch-französische Schriftstellerin und Übersetzerin.

## Leben
Élisabeth Horem wurde Ende 1955 in der Region Centre-Val de Loire geboren und verbrachte mit ihren Eltern die ersten Lebensjahre in Kongo-Brazzaville, das damals französisch verwaltet war. Nach einer Ausbildung an der Universität Paris IV zur Lehrerin studierte sie ein Jahr Arabistik am Institut für orientalische Sprachen (Institut national des langues et civilisations orientales) in Paris und reiste im Jahr 1978 nach Damaskus, um die arabische Sprache vor Ort zu erlernen. Sie lebte dort als Au-pair-Mädchen bei einer französischen Diplomatenfamilie und lernte einen Schweizer Diplomaten, ihren künftigen Ehemann Martin Aeschbacher, kennen. Nach der Eheschliessung wurde sie Schweizerin und lebte mit Unterbrechungen mehrere Jahre im Kanton Bern, wo zwei Kinder zur Welt kamen. Als Diplomatengattin begleitete sie den Ehemann auf Aussenposten nach Moskau, Kairo, Prag, Paris, Bagdad und Tripolis. Im Jahr 2007 kamen sie nach beinahe 30 Jahren wieder nach Damaskus.

### Schriftstellerisches Werk
Im Jahr 1994 debütierte sie mit dem Roman Der Ring (Le Ring), der mit dem Prix Georges-Nicole, dem Preis der französischsprachigen Literaturkommission des Kantons Bern und dem Prix Michel-Dentan ausgezeichnet wurde. In den Jahren 1995 bis 2002 verfasste sie weitere drei Romane. Von Oktober 2003 bis 2006 begleitete sie den Ehemann in Bagdad während der US-Besatzungszeit und schrieb den Roman Schrapnells (Shrapnels), den Erzählband Böse Begegnungen (Mauvaises rencontres) sowie das Tagebuch Ein Garten in Bagdad (Un jardin à Bagdad). Der Roman Das Meer der Finsternis (La Mer des Ténèbres) erschien im Jahr 2015 in Orbe. Der Roman des syrischen Schriftstellers Houssam Khadour La Charrette d’infamie, den sie aus dem Arabischen übersetzte, erschien 2013 in Orbe.
Sie ist ein langjähriges Mitglied der Genossenschaft ProLitteris.

## Publikationen

### Romane
- Le Ring. Bernard Campiche éditeur, Yvonand 1994
  - dt. Übersetzung von Markus Hediger: Der Ring. Lenos Verlag, Basel 1996, ISBN 978-3-85787-257-0.
- Congo-Océan. Bernard Campiche éditeur, Yvonand 1996
- Le Fil espagnol. Bernard Campiche éditeur, Orbe 1998
- Le Chant du bosco. Bernard Campiche éditeur, Orbe 2002
- Shrapnels. En marge de Bagdad. Bernard Campiche éditeur, Orbe 2005
- La Mer des Ténèbres. Bernard Campiche éditeur, Orbe 2015

### Erzählungen
- Mauvaises rencontres. Erzählband, Bernard Campiche éditeur, Orbe 2006
- Un jardin à Bagdad. Journal (octobre 2003–mai 2006). Tagebuch, Bernard Campiche éditeur, Orbe 2007

### Theaterstück
- L'été volé. In: Enjeux 7 (= Théâtre en camPoche). Bernard Campiche éditeur, Orbe 2009

### Übersetzung
- Houssam Khadour: La Charrette d’infamie. Bernard Campiche éditeur, Orbe 2013

## Auszeichnungen
- 1994: Prix Georges-Nicole für Roman Le Ring
- 1994: Prix de la Commission de littérature française du Canton de Berne für Le Ring
- 1995: Prix Michel-Dentan für Le Ring
- 1996: Prix d’encouragement de la Ville de Berne für Congo-Océan